# Niijima (Tokio)
Niijima (新島村 Niijima-mura?) es una villa que se encuentra en Tokio, Japón; específicamente en la zona de las islas Izu, dentro de la subprefectura de Ōshima.
Según datos del 2010, el pueblo tiene una población estimada de 3.040 habitantes y una densidad de 109 personas por km². El área total es de 27,83 km².
Fue creado como villa el 1 de octubre de 1923 con el nombre de Niijimahon y añadido a la subprefectura de Ōshima en 1926. Luego el 1 de noviembre de 1954 absorbe la villa de Wakagō. El 1 de abril de 1992 cambió su nombre de Niijimahon a Niijima.
La villa comprende las islas habitadas de Niijima y Shikinejima, al igual que las islas deshabitadas de Udoneshima, Hanshima y Jinaitō. Estas islas se ubican a más o menos unos 160 km al sur de la zona continental de Tokio. La mayor altura es el monte Miyatsuke (432 m) en Niijima. En la isla de Niijima también se ubica el aeropuerto de Niijima y el puerto.

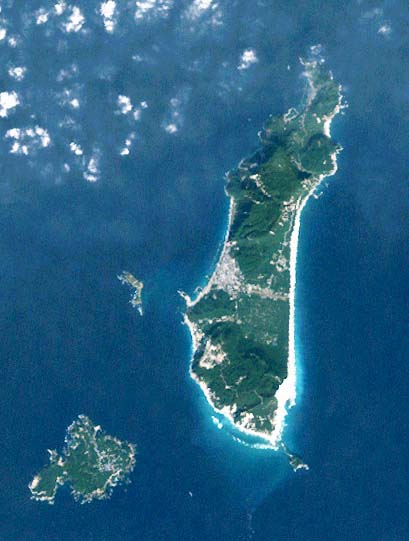
Vista satelital de las islas de Niijima (la más grande), Shikinejima (abajo a la izquierda), Hanshima (justo abajo de Niijima) y de Jinaitō (a la izquierda de Niijima).

Es conocida por sus onsen.